# Gordijski čvor
Gordijski (Gordijev) čvor prema grčkome mitu predstavlja izvanredno zapetljan čvor kojim je, prema legendi, frigijski kralj Gordije privezao jaram uz rudo svojih kola. Po proročanstvu onaj tko rasplete čvor postat će gospodar Azije.
Legenda kaže da je u frigijskom gradu Gordiji postojao vrlo zapetljan čvor, a vjerovalo se da će onaj tko ga raspetlja zavladati svijetom. Prema legendi, enigmu je riješio Aleksandar Veliki, koji je prvo pokušao naći neki kraj užeta, no kad je uvidio da je to nemoguće, jednostavno je presjekao čvor. Sintagma gordijski čvor je sinonim za veliki problem koji se vrlo lako rješava.